# Wachenheim an der Weinstraße
Wachenheim an der Weinstraße (hist. Wachenheim im Speyergau) – miasto w Niemczech, w kraju związkowym Nadrenia-Palatynat, w powiecie Bad Dürkheim, siedziba gminy związkowej Wachenheim an der Weinstraße. W 2009 miasto liczyło 4 635 mieszkańców. Sąsiaduje z następującymi gminami: Friedelsheim, Gönnheim i Ellerstadt.
Wachenheim jest zdominowane przez uprawy winorośli. W czerwcu odbywają się festiwale wina. Od 1966 funkcjonuje fabryka świec Eyrich.

## Współpraca
Miejscowości partnerskie:
- Cuisery, Francja
- Neuburg an der Donau, Bawaria
- Pegau, Saksonia
- Schwetzingen, Badenia-Wirtembergia

Panorama miasta Wachenheim an der Weinstraße